# Onobrychis caput-gallii
Onobrychis caput-gallii är en ärtväxtart som först beskrevs av Carl von Linné, och fick sitt nu gällande namn av Jean-Baptiste de Lamarck. Onobrychis caput-gallii ingår i släktet esparsetter, och familjen ärtväxter. Inga underarter finns listade i Catalogue of Life.